# 五軍之戰
五軍之戰（Battle of Five Armies）是托爾金（J. R. R. Tolkien）小說《哈比人歷險記》裡描述的一場戰役。
五軍之戰在孤山附近爆發，由長湖鎮人類、幽暗密林精靈、矮人以及迷霧山脈的巨鷹對抗半獸人及座狼。哈比人比爾博·巴金斯（Bilbo Baggins）、巫師甘道夫（Gandalf）、換皮人比翁也參與五軍之戰，但並不計算在五軍內。

## 戰爭經過
很多年前，惡龍史矛革摧毀了矮人的國度孤山（Erebor）及附近的河谷鎮（Dale），迫使都靈（Durin）的後裔索林·橡木盾（Thorin II Oakenshield）流亡國外。史矛革佔據了孤山及河谷鎮的財寶，並將財寶置於史矛革所居住的山內。
五軍之戰爆發之前，長湖鎮遭受史矛革襲擊，長湖鎮的人類得悉索林的秘密任務。河谷鎮的遺民神射手巴德（Bard）射殺了史矛革，雖然史矛革受誅，但長湖鎮也被嚴重破壞。
森林精靈知道史矛革死後，意欲瓜分遠古矮人的寶藏，但當森林精靈知道長湖鎮陷入困境後就放棄了這個意圖，並給予支援。還存活的長湖鎮人類在精靈的陪同下前往孤山，欲取回原本屬於巴德的寶藏，以彌補他們的損失。可是，索林卻不願意瓜分寶藏。
索林等人因此受到以精靈國王瑟蘭督伊及巴德為首的人包圍。索林利用孤山的大烏鴉向鐵丘陵的矮人求援，鐵丘陵的統治者丹恩二世帶領超過500名重裝矮人戰士到達孤山，聲援索林，其中大部分的戰士都曾參與矮人與半獸人之戰爭（War of the Dwarves and Orcs）。丹恩二世的軍隊到達，幾乎爆發戰爭（此時已有三軍），但甘道夫在此時宣稱迷霧山脈 （Misty Mountains）及伊瑞德米斯林（Ered Mithrin）的半獸人在酋長波格的領導下向他們進襲。半獸人在得悉史矛革死後，馬上調動全軍，進襲無人守備的寶庫。
三軍司令達成共識，認同半獸人是他們的共同敵人，能為他們帶來更大的威脅，因此暫時放下爭端。他們將軍隊佈置於一個峽谷的兩側山脊上，那峽谷是進入孤山的唯一通道。矮人及長湖鎮人類的部隊埋伏在一個山脊上，精靈軍隊則埋伏在另一山脊上。他們又把少量部隊部署在谷口，引誘敵軍隊深入山谷。比爾博·巴金斯則在精靈的軍隊裡，不願參與戰事。
半獸人及座狼大軍抵達（五軍已聚集），矮人、精靈及人類聯軍的計策在起初收效。半獸人及座狼大軍被少量長湖鎮戰士誘入山谷，遭受重大損失，但由於敵軍數量龐大，矮人、精靈及人類聯軍未能佔優。半獸人開始在背面攀山，夾擊山脊上的聯軍。戰爭全面爆發，在山內的索林等人也聽到戰爭的巨響，他們推倒橫越大門上的石牆，殺死許多半獸人。索林等人從寶庫裡獲得上好的武器裝備，開始加入戰團。索林突進半獸人軍隊中，但卻被波格的半獸人守衛擋著，並且被包圍。
聯軍陷入苦戰，迷霧山脈的鷹王率領一群巨鷹前來增援。比爾博首先發現了巨鷹，並高呼「巨鷹來了」，惹來一名半獸人以石塊擊昏比爾博。巨鷹擊潰了山上的敵軍，使聯軍能集中於山谷的戰鬥，逐漸扳回優勢。比翁此時以熊的外型出現在戰場。比翁擊潰半獸人的防線，扛起負傷的索林，他懷著滿腔怒火沖散波格的守衛，並擊殺了波格；半獸人隨之敗潰，聯軍便乘勝追擊，取得了勝利。中土大陸北方有三分之一的半獸人死於這場戰役，這有效地阻止了半獸人擴張勢力範圍的意圖。
菲力及奇力（Fíli and Kíli）在護衛索林時戰死，索林重傷，比爾博見了他最後一面後，索林離世。
擊敗了敵軍後，勝方分了寶藏。所有黃金和白銀的十四分之一分給巴德，巴德於三年後重建河谷鎮並成為河谷鎮之王（King of Dale），丹恩將吉瑞安（Girion）的翡翠項鍊還給巴德，巴德將它轉贈給精靈國王瑟蘭督伊。比爾博協助孤山復國，本來應獲得最豐厚的獎賞，但比爾博考慮到很難運送大量寶藏回家，加上他對寶藏並不熱衷，故他放棄了他應獲得的寶藏，最後只收下一箱黃金及一箱白銀，以及他那秘銀甲衣。

## 改編描述
在卡通版的《哈比人歷險記》，包括索林在內共七名矮人在五軍之戰中犧牲。

### 彼得·傑克森電影
在彼得·傑克森執導《哈比人：五軍之戰》電影，五軍之戰主要發生在孤山前的平原、河谷鎮及烏丘暸望塔等三個區域，擴展了原著小說裡的五軍之戰規模；並還特別強調在河谷鎮裡激烈的巷戰。因有鑑於原著裡的「五軍」定義較不清，在電影中的五軍被明確地劃分為：精靈、人類、矮人，以及先後到來的多爾哥多與剛達巴的半獸人軍隊。相較原著，電影裡用更加詳細的篇幅來描繪五軍之戰，涵蓋了三分之二的片長，傑克森認為這場重要的戰役絕不能讓它在幾分鐘之內簡單帶過。
傑克森也曾指出五軍之戰是魔戒聖戰中的首次衝突。